# Betta antoni
Betta antoni es una especie de pez Betta de la familia Osphronemidae.

## Distribución
Esta especie habita al parecer ser endémica de la cuenca baja del río Kapuas, en la provincia indonesia de Kalimantan Occidental (Kalimantan Barat), Borneo. Poblaciones separadas se obtuvieron de los ríos y Sekayan Zenawi (ambos afluentes Kapuas) cercanas a los municipios de Sanggau y Pinoh Nanga, respectivamente.

## Hábitat
Habita en los tramos superiores de claros y que fluyen los arroyos del bosque de montaña donde se pueden encontrar en más tranquilas zonas marginales y aún grupos que por lo general contienen una mezcla de hojarasca y la grava o piedras. En algunas localidades el agua se tiñe débilmente marrón con ácidos húmicos y otras sustancias químicas liberadas por materia orgánica en descomposición. El denso follaje de las ramas anteriores permite muy poca luz para penetrar en la superficie del agua y la vegetación marginal también tiende a crecer densamente en las zonas donde se encuentran los peces.

## Tamaño
de 5 cm a 6 cm

## Tamaño del acuario
Se deben mantener en acuarios de 30 a 60 cm.

## Mantenimiento
se puede mantener en un aunque los criadores prefieren no utilizar un sustrato para facilitar el mantenimiento. Raíces de madera de deriva y ramas se pueden utilizar y se coloca de tal manera que unos pocos lugares a la sombra se forman. Si no puede encontrar trozos de madera de la forma deseada de haya o roble común, es seguro de usar, si bien seco y despojado de la corteza. Las vasijas de arcilla de plantas o longitudes de las tuberías también pueden ser incluidos para proporcionar alojamiento adicional.
La adición de hojarasca seca (haya o roble es probablemente lo mejor que las populares hojas de almendro indio tienden a filtrarse una gran cantidad de taninos, que pueden tener un efecto adverso en la presente las especies) más podría hacer hincapié en la sensación natural, así como ofrecer una cobertura.
Al igual que otros parece que va mejor con una iluminación muy tenue (baja iluminación). Se podría añadir plantas asiáticas que pueden sobrevivir en tales condiciones, tales Microsorum Taxiphyllum o tal vez alguna Cryptocoryne.
A pocos parches de vegetación flotante, sería útil para difundir la luz, y la diferencia de la mayoría Parece que prefieren un movimiento poco de agua. También hay que tener tap a en el acuario, puesto a que son muy buenos saltadores.

## Paramentos
22 a 27 °C
pH: El pH en su hábitat donde se encontraron el agua estaba entre 5,7 - pero las condiciones previstas se mantienen estables es feliz dentro del rango de 5,5 a 7,0.
Dureza: El agua debe ser blanda, especialmente para las crías

## Dieta
Se alimenta de insectos y otros invertebrados en la naturaleza con peces muy pequeños tal vez están adoptando también. En normalmente aceptan alimentos secos una vez que se reconocen como tales, sino como todos los peces hace mejor cuando se les ofrece una dieta variada. En este caso, las comidas regulares de alimentos vivos o congelados tales garantizará el desarrollo de los mejores colores y el estado.
Pequeños insectos tales como grillos moscas de la fruta también son adecuados para usar a pesar de que es mejor para llenar los estómagos de estos alimentándolos con escamas de pescado o algún tipo de materia vegetal antes de ofrecerlos a los peces. Tenga cuidado de no sobrealimentar parecen ser particularmente propensos a la obesidad.

## Comportamiento y Compatibilidad
No debe estar con otros peces, ya que este mismo pez puede estresarse y morir, debe mantenerse solo, o incluso con congéneres mismos.

## Dimorfismo sexual
Los machos son más grandes, poseen una mayor cantidad de la ampliación iridiscente en la cabeza, una cabeza de forma más amplia y más aletas extendidas que en las hembras.

## Reproducción
Incubador bucal paterno. 
La hembra juega el papel más activo, el cual defiende la zona contra los intrusos. Los huevos y el esperma se liberan durante el 'abrazo' típico de anabantidos en el que el macho envuelve su cuerpo alrededor de la hembra.
Una vez que comienza el desove los huevos, la hembra los pone en su boca, esperando que el macho se prepare, el cual debe atrapar al huevo antes de que caiga al fondo.
El período de incubación es de 12-17 días en cuyo momento el macho se empiezan a liberar a los alevines totalmente formados,  mientras se valgan solos, se debe retirar al padre y a la madre, ya que ellos pueden comerse a sus alevines.